# Docteur Dolittle 5
Pour les articles homonymes, voir Docteur Dolittle (homonymie).
Série Dr. Dolittle
Docteur Dolittle 4
(2008)
Pour plus de détails, voir Fiche technique et Distribution.
Docteur Dolittle 5 (Dr. Dolittle: Million Dollar Mutts) est un film américano-canadien réalisé par Alex Zamm, sorti en 2009 directement en vidéo.
Il s'agit du cinquième et dernier opus de la saga Docteur Dolittle.

## Sypnosis
Maya Dollitle se prépare pour aller à l'école vétérinaire. Cependant, elle trouve trop long d'attendre 7 ans pour finalement aider les animaux. Un jour, une grande célébrité vient la voir pour qu'elle aide son petit chien. Maya accepte avec grande joie, puis se rend donc à Hollywood. Elle reste plus longtemps, car amour, animaux et télévision se rencontreront tous dans cette grande ville.

## Fiche technique
Sauf indication contraire, les informations mentionnées dans cette section peuvent être confirmées par les bases de données cinématographiques IMDb et Allociné,  présentes dans la section « Liens externes ».
- Titre original : Dr. Dolittle: Million Dollar Mutts
- Titre français : Dr Dolittle 5
- Réalisation : Alex Zamm
- Scénario : Daniel Altiere et Steven Altiere, basé sur les histoires du "Dr Dolittle" de Hugh Lofting
- Musique : Chris Hajian
- Direction artistique : Kirsten Franson et James Steuart
- Décors : Brentan Harron
- Costumes : Lorraine Carson
- Photographe : Albert J. Dunk
- Son : Ian Emberton, Greg Stewart
- Montage : Marshall Harvey
- Production : John Davis et Brian Manis
  - Coproduction : Connie Dolphin
- Sociétés de production : Davis Entertainment, présenté par 20th Century Fox Home Entertainment
- Société de distribution : 20th Century Fox Home Entertainment (États-Unis, DVD)
- Budget : n/a
- Pays de production :  États-Unis,  Canada
- Langue originale : anglais
- Format : couleur – 1,78:1 (Widescreen / 16:9) – 1,85:1 (Panavision) – son : DTS / Dolby Digital
- Genre : comédie
- Durée : 90 minutes
- Dates de sortie[1] :
  - États-Unis : 19 mai 2009 (sortie directement en DVD)
  - France : 10 juin 2009 (sortie directement en DVD)[2]
- Classification :
  - États-Unis : des scènes peuvent heurter les enfants - accord parental souhaitable (PG - Parental Guidance Suggested)[N 1]
  - France : tous publics

## Distribution

### Acteurs
- Kyla Pratt (VF : Céline Ronté) : Maya Dolittle
- Jason Bryden (VF : Jean-Louis Faure) : Rick Beverley
- Doron Bell : Ridiculuz
- Matthew Harrison : Paul Furhooven
- Sarah Deakins : le vétérinaire
- Tegan Moss : Tiffany Monaco
- Brandon Jay McLaren : Brandon Turner
- Curtis Caravaggio : Chase
- Karen Holness (VF : Géraldine Asselin) : Lisa Dolittle

### Animaux
- Greg Ellis : Dave la colombe (voix)
- Vicki Lewis : Chubster (voix)
- Stephen Root : Tortue (voix)
- Pauly Shore : Chat (voix)
- Greg Proops : Poodle (voix)
- Jaime Ray Newman (VF : Margaux Laplace) : Emmy la chienne (voix)
- Phil Proctor : Singe, Serpent (voix)
- Jeff Bennett : Princesse, Rocco, Grenouille, Cheval (voix)
- Fred Stoller : Fluffernufferman (voix)
- Norm Macdonald : Lucky (voix, non crédité)

## Récompense
Sauf indication contraire, les informations mentionnées dans cette section peuvent être confirmées par la base de données cinématographiques IMDb,  présente dans la section « Liens externes ».
- KIDS FIRST! Film Festival 2009 : meilleur prix du long métrage, 8–12 ans